# San Marco d'Alunzio

Ubicació de San Marco d'Alunzio dins de la província

San Marco d'Alunzio (sicilià San Marcu) és un municipi italià, dins de la ciutat metropolitana de Messina. L'any 2009 tenia 2.092 habitants. Limita amb els municipis d'Alcara li Fusi, Capri Leone, Frazzanò, Longi, Militello Rosmarino i Torrenova.

## Administració
| Període | Identitat              | Partit        |
| ------- | ---------------------- | ------------- |
| 2006-   | Amedeo Basilio Arcodia | Llista cívica |